# Hrvoje Lorković
Hrvoje Lorković (Zagreb, 12. studenoga 1930.) - (Split, 11. svibnja 2018.), hrvatski domovinski i iseljenički književnik i fiziolog.

## Životopis
Rodio se je u 12. studenog 1930. u Zagrebu. U Zagrebu je išao u srednju školu, u klasičnu gimnaziju. Studirao je biologiju u Beogradu. U Zagrebu je doktorirao fiziologiju. Iselio je 1962. godine. Znanstvenim i pedagoškim se je radom bavio u Tübingenu, Londonu, Minneapolisu, desetak godina u Iowa Cityu te nakon toga vratio se je u Europu u SR Njemačku, u Ulm u kojem se je zaposlio kao sveučilišni profesor. Bio je dopisni član HAZU od 2002. godine.

## Djela
Objavio je djela:
- Znanstveni opus uglavnom mu je na engleskom jeziku. Čini ga mnoštvo znanstvenih radova s područja mišićne fiziologije, poglavlje knjige o fiziologiji stroncija. Surađivao je u uredništvu fiziološkog udžbenika za medicinare.
- Beletristički opus čini mu šezdesetak eseja u Hrvatskoj reviji, Hrvatskom listu, Danici i drugdje. Pisao je i eseje na njemačkom nacionalno-psihološke i filozofske naravi, koje imaju i literarnog.
- Karakteristika (studija-roman-kronika), Hills-Salzburg, 1972.(pod pseudonimom Rok Remetić)

## Nagrade i priznanja
- 1985. je godine dobio nagradu Merkle za istraživački rad.[1]
- Šimun Šito Ćorić uvrstio ga je u svoju antologiju 60 hrvatskih emigrantskih pisaca.[1]